# Allée Cassard
L'allée Cassard est une voie de Nantes, en France.

## Situation et accès
Il s'agit d'un ancien quai, du Centre-ville de Nantes, qui bordait la rive droite du cours de l'Erdre, sur une portion dont le comblement permit la création du cours des 50-Otages.
L'allée Cassard, qui se situe dans secteur piétonnier, forme une partie du cours des 50-Otages qui la longe sur son côté est, et sert de nos jours de références aux adresses postales des immeubles bordant celui-ci. Elle relie l'allée Brancas à la rue d'Orléans, et est prolongée au nord par l'allée d'Orléans. Elle est rejointe, sur son côté ouest, par la rue Sainte-Catherine. L'intégralité son côté oriental est longée par les lignes 2 et 3 du tramway.

## Origine du nom
Il porte le nom du plus célèbre corsaire nantais, Jacques Cassard (1679-1740).

## Historique
Dénommé d'abord « quai du Bois-Tortu », puis « quai Geslin », il porte son nom actuel depuis son aménagement vers 1836. 
Avant le comblement de l'Erdre, deux franchissements permettaient d'accéder depuis le quai à la rive opposée de la rivière, le quai Jean-Bart : le « pont d'Orléans », à l'extrémité nord ; le « pont d'Erdre », à l'extrémité sud, à son point de confluence avec la Loire. Ceux-ci furent détruits lors des travaux de comblement qui durèrent 1929 à 1945. Dès lors, le quai est transformé en allée permettant de desservir les habitations riveraines, séparée du cours des 50-Otages par une rangée d'arbres.
Les travaux de prolongement de la deuxième ligne de tramway au début des années 1990 (dont le tronçon est depuis aussi emprunté par la troisième ligne), permet un réaménagement complet du cours, donnant à l'allée son caractère piétonnier actuel. Sur presque toute sa longueur, fut alors aménagée une partie de la station de tramway : Commerce.

## Bâtiments remarquables et lieux de mémoire
| Monument | Adresse                       | Coordonnées                        | Notice         | Protection | Date | Illustration |
| -------- | ----------------------------- | ---------------------------------- | -------------- | ---------- | ---- | ------------ |
| Immeuble | 1 allée Cassard Allée Brancas | 47° 12′ 51″ nord, 1° 33′ 21″ ouest | « PA00108678 » | Inscrit    | 1935 | Immeuble     |